# Wyłudki (Miłki)
Wyłudki (deutsch Willudtken, 1938 bis 1945 Heydeck) ist ein kleiner Ort in der polnischen Woiwodschaft Ermland-Masuren und gehört zur Landgemeinde Miłki (Milken) im Powiat Giżycki (Kreis Lötzen).

## Geographische Lage
Die Siedlung (polnisch osada) Wyłudki liegt nahe dem Südostufer des Ublick-Sees (polnisch Jezioro Ublik Mały) in der östlichen Mitte der Woiwodschaft Ermland-Masuren, 21 Kilometer südöstlich der Kreisstadt Giżycko (Lötzen).

## Geschichte
Im Jahre 1533 wurde der kleine, um 1818 Willutken, vor 1912 Wyludtken, bis 1938 Willdtken genannte Ort gegründet. Noch bis 1945 bestand er eigentlich nur aus einem großen Hof und war von Anfang an ein Wohnplatz innerhalb der Gemeinde Dannowen (1938 bis 1945 Dannen, polnisch Danowo). Im Jahre 1905 zählte er 16 Einwohner in zwei Häusern. Über die Muttergemeinde gehörte der Ort bis 1945 zum Kreis Lötzen im Regierungsbezirk Gumbinnen (1905 bis 1945: Regierungsbezirk Allenstein) der preußischen Provinz Ostpreußen. Außerdem war Willudtken in das Standesamt Groß Konopken (1938 bis 1945 Hanffen, polnisch Konopki Wielkie) eingegliedert. Am 3. Juni – amtlich bestätigt am 16. Juli – des Jahres 1938 wurde Willudtken in „Heydeck“ umbenannt.
In Kriegsfolge kam der kleine Ort 1945 mit dem gesamten südlichen Ostpreußen zu Polen und erhielt die polnische Bezeichnung „Wyłudki“. Heute ist er eine Ortschaft innerhalb der Landgemeinde Miłki (Milken) im Powiat Giżycki in der Woiwodschaft Ermland-Masuren.

## Kirche
Bis 1945 war Willdutken resp. Heydeck in die evangelische Kirche Milken in der Kirchenprovinz Ostpreußen der Kirche der Altpreußischen Union und in die katholische Pfarrkirche St. Bruno Lötzen im Bistum Ermland eingepfarrt. Heute gehört Wyłudki zur evangelischen Pfarrei Giżycko mit der Filialkirche in Wydminy (Widminnen) innerhalb der Diözese Masuren der Evangelisch-Augsburgischen Kirche in Polen bzw. zur katholischen Pfarrkirche Miłki im Bistum Ełk (Lyck) der Römisch-katholischen Kirche in Polen.

## Verkehr
Wyłudki erreicht man über einen Landweg, der drei Kilometer südlich von Konopki Wielkie (Groß Konopken, 1938 bis 1945 Hanffen) von der polnischen Landesstraße DK 63 (einstige deutsche Reichsstraße 131) abzweigt. Eine Bahnanbindung besteht nicht mehr, seit 1945 die Bahnstrecke Lötzen–Arys (–Johannisburg) mit der nahegelegenen Bahnstation Ublick (polnisch Ublik) kriegsbedingt aufgegeben wurde.